# Louis Fierens
Louis Fierens (ur. 14 października 1875 w Duffel, zm. 1967) – belgijski łucznik, trzykrotny medalista olimpijski.
Fierens startował na Letnich Igrzyskach Olimpijskich 1920 w Antwerpii.  Podczas tych igrzysk sportowiec sklasyfikowany został w trzech konkurencjach i we wszystkich zdobył medale olimpijskie (złoto – 50 m drużynowo i 33 m drużynowo a srebro z 28 m drużynowo). Wszystkie te konkurencje były jednak słabo obsadzone; w zawodach startowały bowiem dwie ekipy (Belgia i Francja); wyjątkiem było strzelanie drużynowe z 28 m, gdzie oprócz tych dwóch startowała jeszcze Holandia (Holendrzy zdobyli nawet złoto).